# Johann Jacob Prinner
Johann Jacob Prinner (* 1624 in Wien oder Münzbach (unsicher); † 18. März 1694 in Wien) war ein österreichischer Organist,  Komponist und Musiktheoretiker des Barock.

## Leben
Prinner erhielt seine Ausbildung zum Teil in Siena, wo er sich 1651 aufhielt. Eine erste Anstellung hatte er von 1652 bis 1659 als Organist in der Abtei Kremsmünster. Prinner betätigte sich auch als Poet und schrieb Lieder in einem volkstümlichen Stil. 1670 notierte Johann Heinrich Schmelzer über ihn: "Vors erste verstehet er die Composition wol, anderten ist er ein gar gueter Org., verstehet etwas die geigen, hat wol studirt und ist ein gueter Deutscher poet.". Nach Auflösung der Eggenbergschen Kapelle empfahl Schmelzer Prinner für den nach Bibers Weggang vakant gewordenen Posten des Kapellmeisters in Kremsier, die Stelle erhielt jedoch Pavel Josef Vejvanovský. Ab November 1680 war Prinner Kammerdiener und Cembalolehrer der Erzherzogin Maria Antonia in Wien. Nach deren Heirat mit Maximilian II. Emanuel von Bayern im Jahr 1685, erhielt Prinner vom Kaiserhof eine jährliche Rente von 420 Gulden.

## Werke
Zu Prinners erhaltenen Werken zählen mehrere Suiten, darunter die „Serenata canicularis“, 2 „Balletti francesi“, sowie 47 Arien für Sopran und B. c., deren Texte er selber verfasste. 1677 veröffentlichte Prinner das Lehrbuch „Musicalischer Schlissel“, welches Anweisungen zum Spiel von Streichinstrumenten enthält. So empfahl er beispielsweise das Stützen der Violine mit dem Kinn beim Lagenwechsel, damit sie beim Lagenspiel „balt hoch balt niederlauffen nicht entfalle“.
Prinners Lehrbuch ist als Faksimiledruck mit anderen zeitgenössischen Traktaten im Fuzeau Verlag erhältlich, Herausgeber sind Siegbert Rampe und Dominik Sackmann. (FUZEA02042), eine Übertragung des gesamten Manuscripts Salzburg 1677 mit Notenbeispielen im Faksimile, hat der Musiker Lorenz Duftschmid erstellt.